# けんいちろう
けんいちろう（1974年7月12日）は、石川県を拠点に活動するタレント、ライター、コラムニスト。本名：蔵谷 健一郎（くらや けんいちろう）。石川県金沢市出身。

## 来歴
1994年から金沢市片町を中心に数店舗の飲食店を経営。
2003年より石川県でタレント活動を開始。
2005年、後進に店を譲った後にタレント活動の幅をさらに広げると同時に、CMプロデュース・イベントプロデュース・出版企画などを行う会社を設立。
2006年、金沢倶楽部発行の『けんいちろうの片町ナイト2006★2007』の監修を務める。同年、テレビ金沢の情報番組「けんいちろうのベロベロナイトクルージング」（連日深夜放送）で初の冠テレビ番組を持つ、ナビゲーターとしてナイトスポットを中心に地元のホット&ディープな情報を発信している。
2008年、北陸放送の情報バラエティ番組『けんいちろうのブラブラウォーカー』（連日深夜放送）のメインナビゲーターとして出演し、突撃取材でナイト・グルメ・ビューティー・ライフ等の地元スポットを紹介。
2009年、テレビ金沢のグルメ情報番組『けんいちろうのグルグルグルメ』の総合プロデュースを行い、自らナビゲーターを担当。
タレント活動スタート時より雑誌の連載にも意欲的で、2012年現在、金沢倶楽部発行の月刊Clubismのコラム「けんいちろうのベロ旨グルメ&夜遊び」・北國新聞社発行の月刊北國アクタスの「けんいちろうのグルメ&ナイト漫遊記」・マークポイント株式会社発行のヨル店ガイドNeonの「けんいちろうの今、コノ人に聞きたい!!」・アトムランソリューションズ株式会社発行の無料クーポン誌SagaCelの「けんいちろうのmonthly Pick UP」・電王堂出版株式会社発行の月刊NaiNaiプレス北陸の「けんいちろう流ナイトライフ」をそれぞれ執筆中。
韓国のシンガー・チョンチョルのコンサートや大阪の有名ニューハーフパブ『ベティーのマヨネーズ』のディナーショーを主催。X-JAPANのTOSHIのコンサートも企画・開催。その他、多数イベントの企画運営を手掛ける。
2008年には、公式サイトけんいちろうのベロベロサイトをスタート、石川県の情報が詰まったポータルサイトとなっている。
2018年4月、インターネットTV「けんいちろうチャンネル」を開局。
他地域のローカルタレントと同様、地元を盛り上げるために活動を続けている。なお、本人自身はタレントではなくライターだと自負している。

## 出演経歴

### テレビ番組
- けんいちろうのベロベロナイトクルージング（テレビ金沢）
- けんいちろうのブラブラウォーカー（北陸放送）
- けんいちろうのグルグルグルメ（テレビ金沢）
- けんいちろうのベロベロでブラブラな番組 (北陸放送)

### BOOK
- けんいちろうの片町ナイト 2006★2007（金沢倶楽部発行）
- けんいちろうの片町ナイト 2007★2008（金沢倶楽部発行）
- けんいちろうの片町ナイト 2008★2009（金沢倶楽部発行）
- けんいちろうの金沢ナイト（金沢倶楽部発行）
- けんいちろうのベロベロ金沢ナイトクルージング（北国新聞社発行）

### MAGAZINE
- 月刊誌ヨル店ガイド『Neon』（マークポイント株式会社発行）連載「けんいちろうの今、コノ人に聞きたい!!」
- 月刊無料クーポン誌『SagaCel』（アトムランソリューションズ株式会社発行）連載「けんいちろうのmonthly Pick UP」
- 月刊『NaiNaiプレス北陸』（電王堂出版株式会社発行）連載「けんいちろう流ナイトライフ」
- 月刊『Clubism』（金沢倶楽部発行）連載「けんいちろうのベロ旨グルメ&夜遊び」
- 『月刊北國アクタス』（北國新聞社発行）連載「けんいちろうのグルメ&ナイト漫遊記」
- 月刊誌ヨル店ガイド『Neon』（マークポイント株式会社発行）連載「けんいちろうの無理矢理クーポン!!」